# Кемпер
Кемпе́р, Кемпе (фр. Quimper, брет. Kemper, лат. Corspotium) — місто та муніципалітет у Франції, у регіоні Бретань, адміністративний центр департаменту Фіністер. Населення — 63 642 особи (01.01.2021).
Муніципалітет розташований на відстані  близько 490 км на захід від Парижа, 180 км на захід від Ренна.
Місто розташоване на заході Бретані біля злиття річок Стейр, Од і Же, від чого й отримало свою назву — брет. Kemper «злиття річок». Виріс із поселення довкола монастиря заснованого св. Корентином.

## Промисловість і культура
Кемпе є осередком текстильної та хімічної промисловості. Також широко відомим є кемперський фаянс.
Кемпе традиційно є столицею історичного району Корнуай. У місті розташоване одне з відділень Університетського технологічного інституту. У Кемпері щороку відбувається традиційний Корнуайський фестиваль.

## Демографія
Динаміка населення (Cassini):
Розподіл населення за віком та статтю (2006):
| Стать | Всього | До 15 років | 15-24 | 25-44 | 45-64 | 65-85 | Понад 85 |
| --- | ------ | ----------- | ----- | ----- | ----- | ----- | -------- |
| Чоловіки | 29 969 | 5249        | 4578  | 8537  | 7596  | 3651  | 358      |
| Жінки | 34 940 | 5122        | 4942  | 8721  | 8758  | 6312  | 1085     |
| \| Статево-вікова піраміда \| Статево-вікова піраміда \| Статево-вікова піраміда \| \| ----------------------- \| ----------------------- \| ----------------------- \| \| Чоловіки \| Вік \| Жінки \| \| 358 \| 85 + \| 1085 \| \| 634 \| 80-84 \| 1378 \| \| 893 \| 75-79 \| 1598 \| \| 1098 \| 70-74 \| 1824 \| \| 1026 \| 65-69 \| 1512 \| \| 1198 \| 60-64 \| 1413 \| \| 1964 \| 55-59 \| 2214 \| \| 2089 \| 50-54 \| 2508 \| \| 2345 \| 45-49 \| 2623 \| \| 2171 \| 40-44 \| 2433 \| \| 2125 \| 35-39 \| 2213 \| \| 2215 \| 30-34 \| 2036 \| \| 2026 \| 25-29 \| 2039 \| \| 2101 \| 20-24 \| 2467 \| \| 2477 \| 15-20 \| 2475 \| \| 1896 \| 10-14 \| 1793 \| \| 1672 \| 5-9 \| 1732 \| \| 1681 \| 0-4 \| 1597 \| |        |             |       |       |       |       |          |
| Статево-вікова піраміда |        |             |       |       |       |       |          |
| Чоловіки | Вік    | Жінки       |       |       |       |       |          |
| 358 | 85 +   | 1085        |       |       |       |       |          |
| 634 | 80-84  | 1378        |       |       |       |       |          |
| 893 | 75-79  | 1598        |       |       |       |       |          |
| 1098 | 70-74  | 1824        |       |       |       |       |          |
| 1026 | 65-69  | 1512        |       |       |       |       |          |
| 1198 | 60-64  | 1413        |       |       |       |       |          |
| 1964 | 55-59  | 2214        |       |       |       |       |          |
| 2089 | 50-54  | 2508        |       |       |       |       |          |
| 2345 | 45-49  | 2623        |       |       |       |       |          |
| 2171 | 40-44  | 2433        |       |       |       |       |          |
| 2125 | 35-39  | 2213        |       |       |       |       |          |
| 2215 | 30-34  | 2036        |       |       |       |       |          |
| 2026 | 25-29  | 2039        |       |       |       |       |          |
| 2101 | 20-24  | 2467        |       |       |       |       |          |
| 2477 | 15-20  | 2475        |       |       |       |       |          |
| 1896 | 10-14  | 1793        |       |       |       |       |          |
| 1672 | 5-9    | 1732        |       |       |       |       |          |
| 1681 | 0-4    | 1597        |       |       |       |       |          |

## Економіка
2010 року серед 42 514 осіб працездатного віку (15—64 років) 30 746 були активними, 11 768 — неактивними (показник активності 72,3%, у 1999 році було 69,7%). З 30 746 активних мешканців працювало 26 785 осіб (13 534 чоловіки та 13 251 жінка), безробітними було 3961 (1944 чоловіки та 2017 жінок). Серед 11 768 неактивних 5090 осіб було учнями чи студентами, 3579 — пенсіонерами, 3099 були неактивними з інших причин.

У 2010 році в муніципалітеті було 30213 оподаткованих домогосподарств, в яких проживали 60956,5 особи, медіана доходів виносила 18 666 євро на одного особоспоживача

## Клімат
| Клімат Кемпера          | Клімат Кемпера | Клімат Кемпера | Клімат Кемпера | Клімат Кемпера | Клімат Кемпера | Клімат Кемпера | Клімат Кемпера | Клімат Кемпера | Клімат Кемпера | Клімат Кемпера | Клімат Кемпера | Клімат Кемпера | Клімат Кемпера |
| Показник                | Січ.           | Лют.           | Бер.           | Квіт.          | Трав.          | Черв.          | Лип.           | Серп.          | Вер.           | Жовт.          | Лист.          | Груд.          | Рік            |
| Абсолютний максимум, °C | 16,9           | 18,3           | 23,3           | 27,1           | 29,9           | 35,9           | 36,5           | 35,8           | 30,7           | 26,0           | 19,7           | 17,5           | 36,5           |
| Середній максимум, °C   | 9,1            | 9,5            | 11,3           | 13,3           | 16,5           | 19,2           | 21,7           | 21,8           | 19,4           | 15,6           | 12,0           | 10,1           | 15,0           |
| Середній мінімум, °C    | 3,9            | 3,8            | 4,8            | 5,8            | 8,8            | 11,1           | 13,3           | 13,3           | 11,6           | 9,2            | 6,2            | 5,0            | 8,1            |
| Абсолютний мінімум, °C  | −10,1          | −8,4           | −7             | −10,4          | −2,2           | 0,3            | 3,9            | 6,6            | 6,9            | 4,2            | −1,2           | −7,2           | −10,1          |
| Норма опадів, мм        | 156.5          | 130.1          | 102.7          | 85.0           | 88.5           | 57.8           | 58.1           | 60.5           | 96.2           | 123.4          | 132.4          | 160.1          | 1251.3         |
| ----------------------- | -------------- | -------------- | -------------- | -------------- | -------------- | -------------- | -------------- | -------------- | -------------- | -------------- | -------------- | -------------- | -------------- |
| Джерело: Météo France.  |                |                |                |                |                |                |                |                |                |                |                |                |                |

## Братні міста
- Лімерик, Ірландія
- Оуренсе, Іспанія
- Ремшайд, Німеччина
- Фолкерк, Шотландія

## Галерея зображень

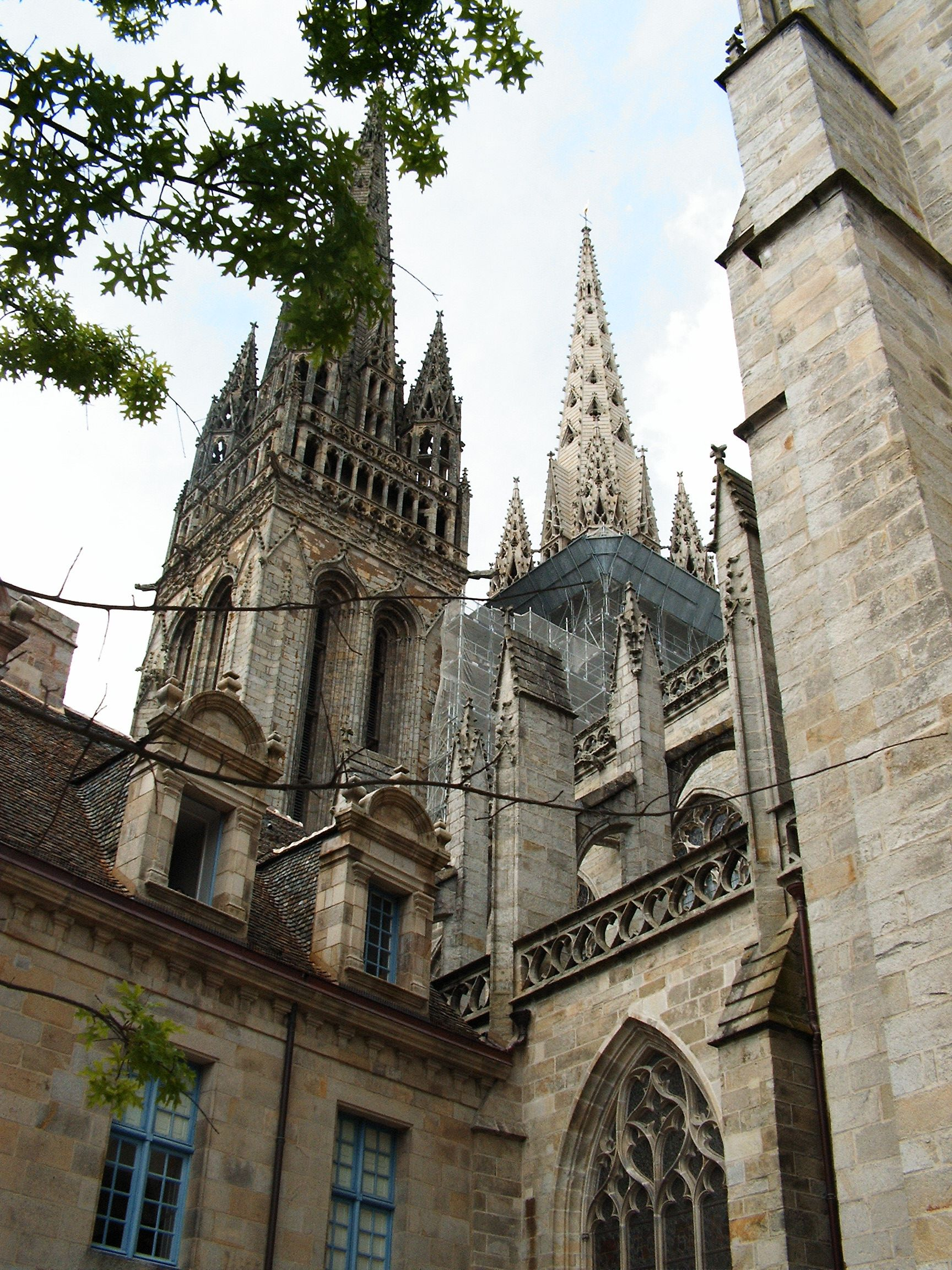
Катедральний собор міста
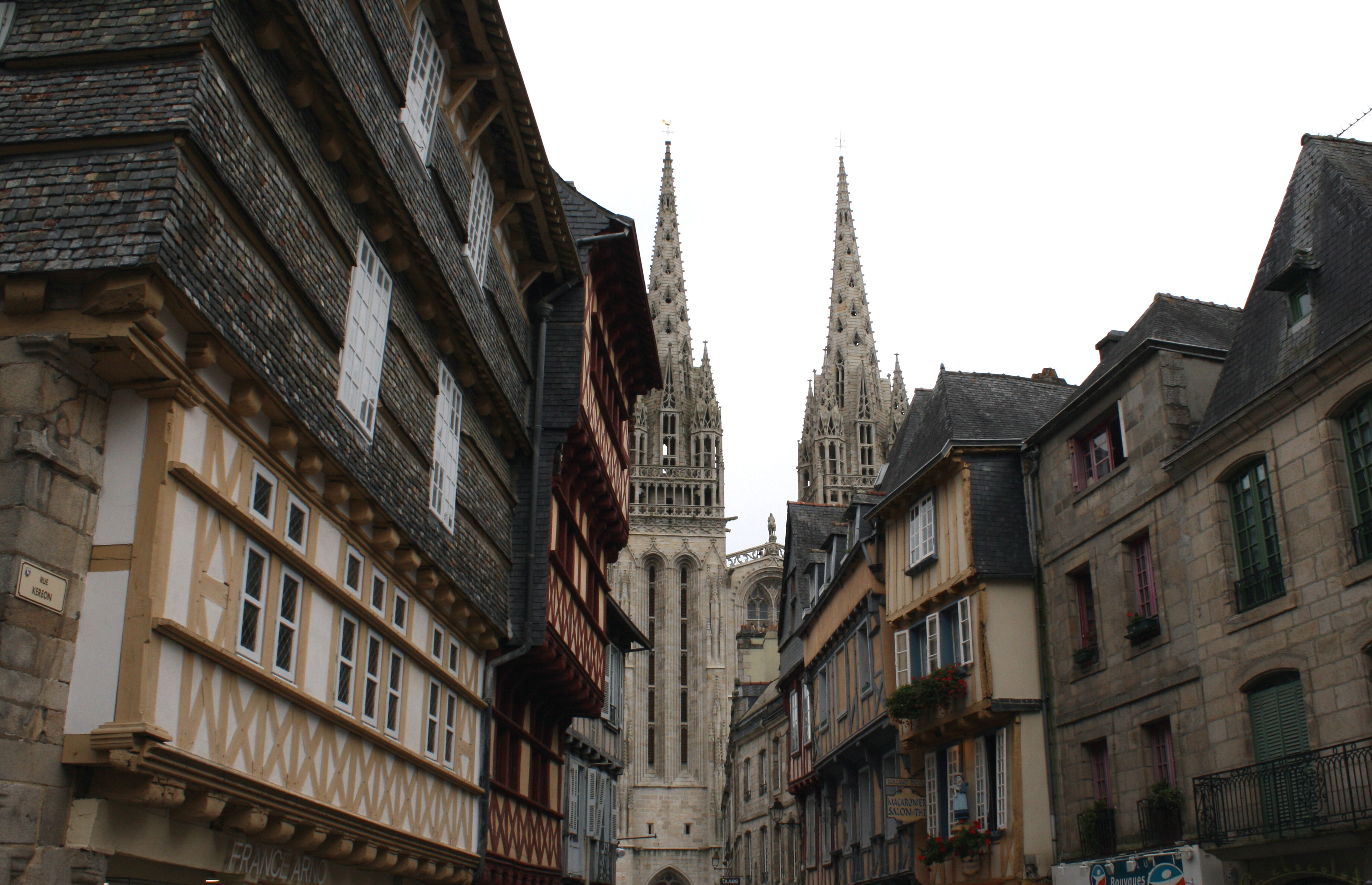
Вулиця Кереон
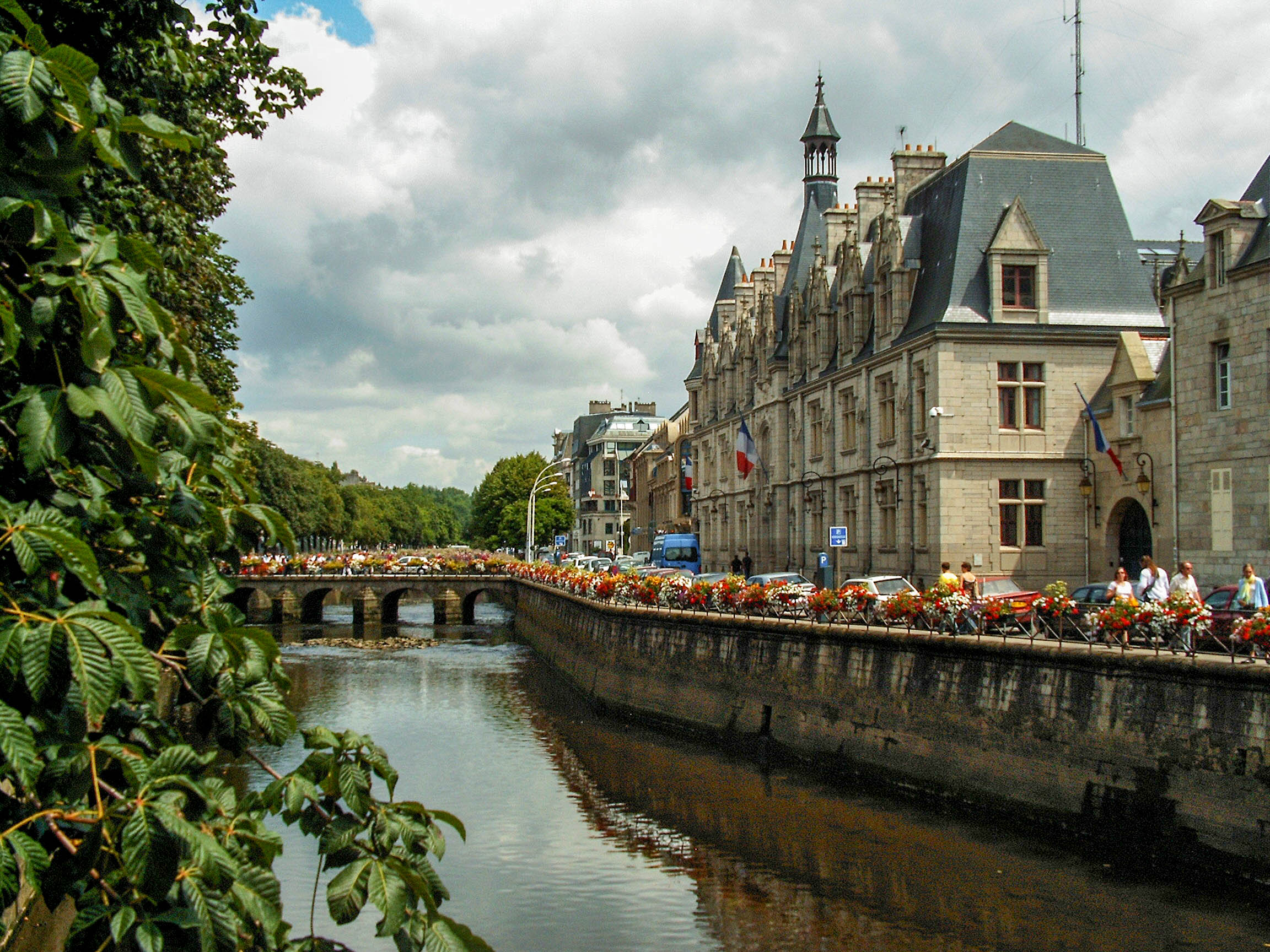
Міст над Одом у Кемпе
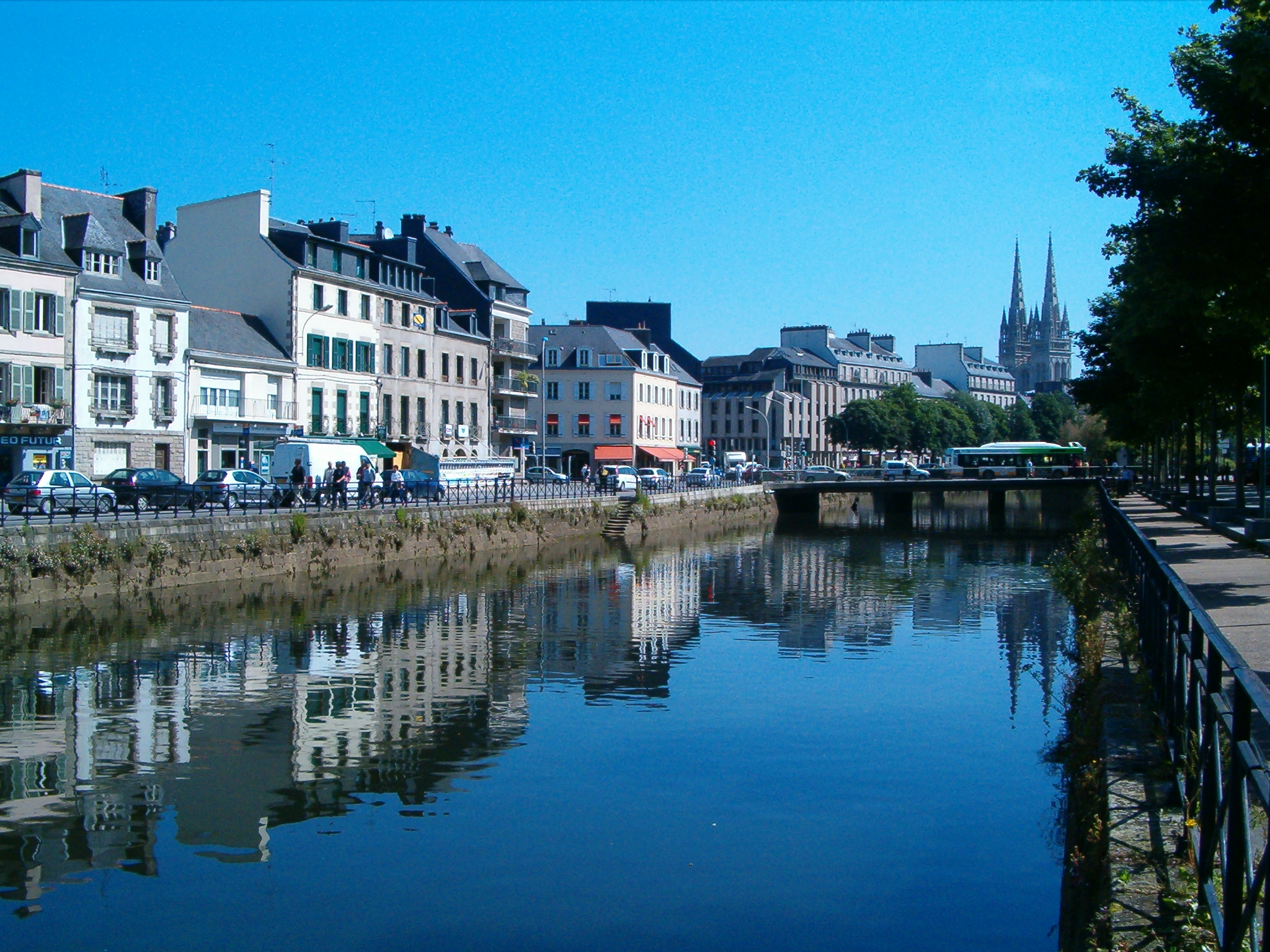
Набережна Оду
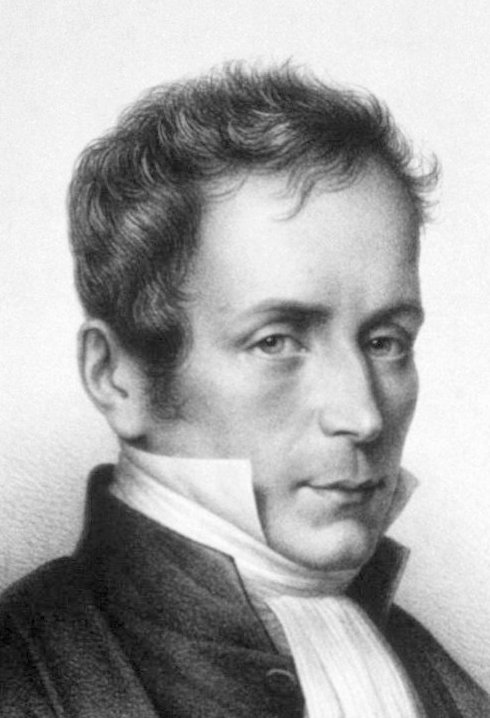
Рене Льонек.
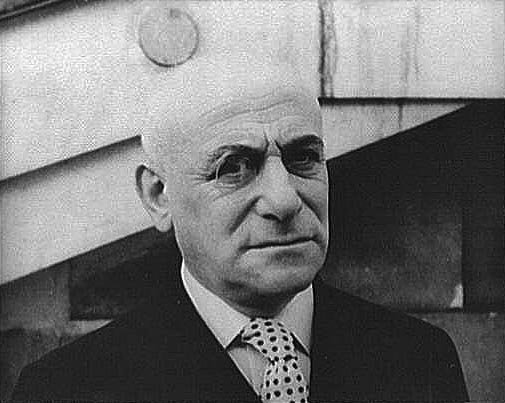
Макс Жакоб
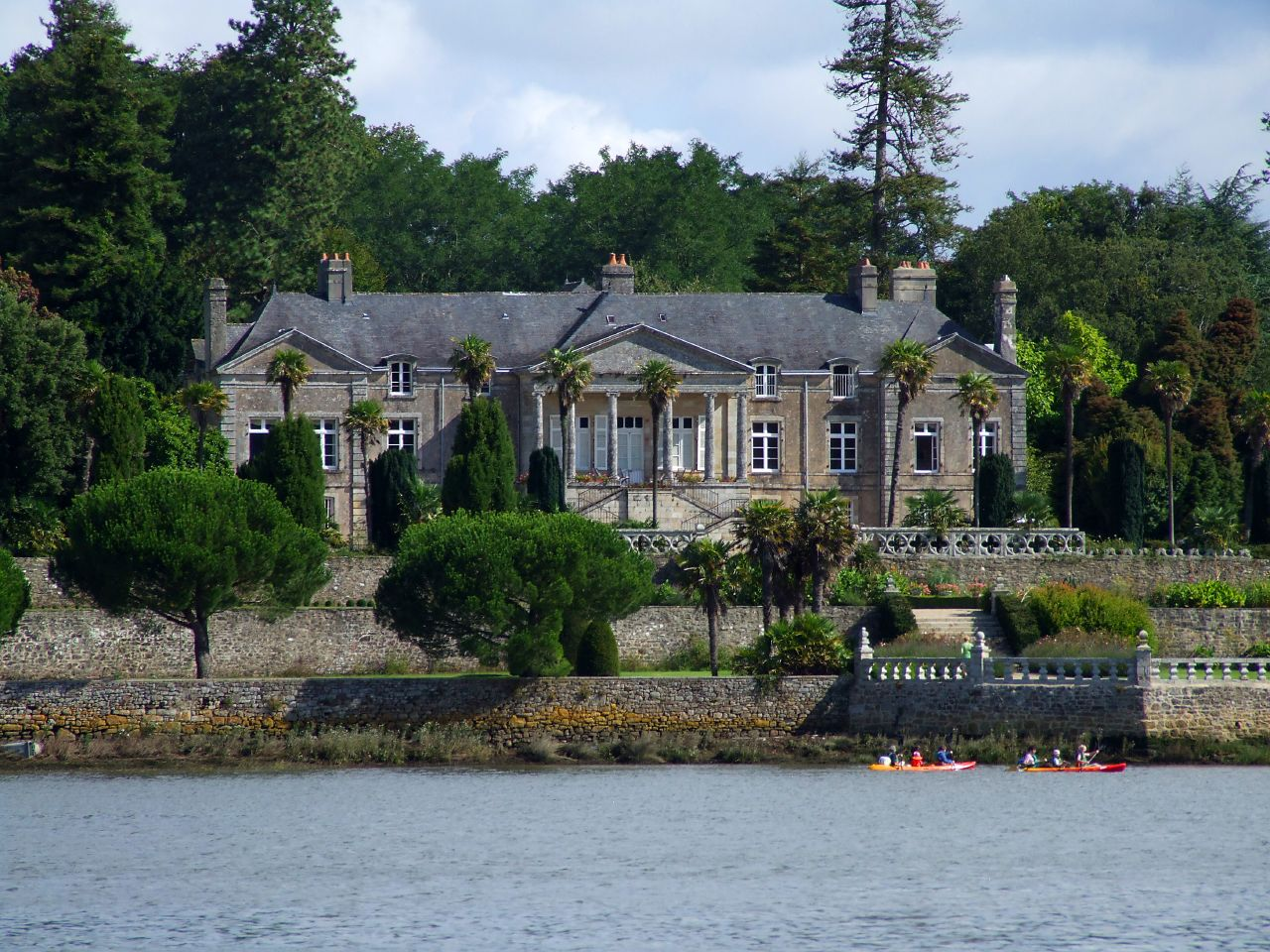
Замок Ланіро над Одом
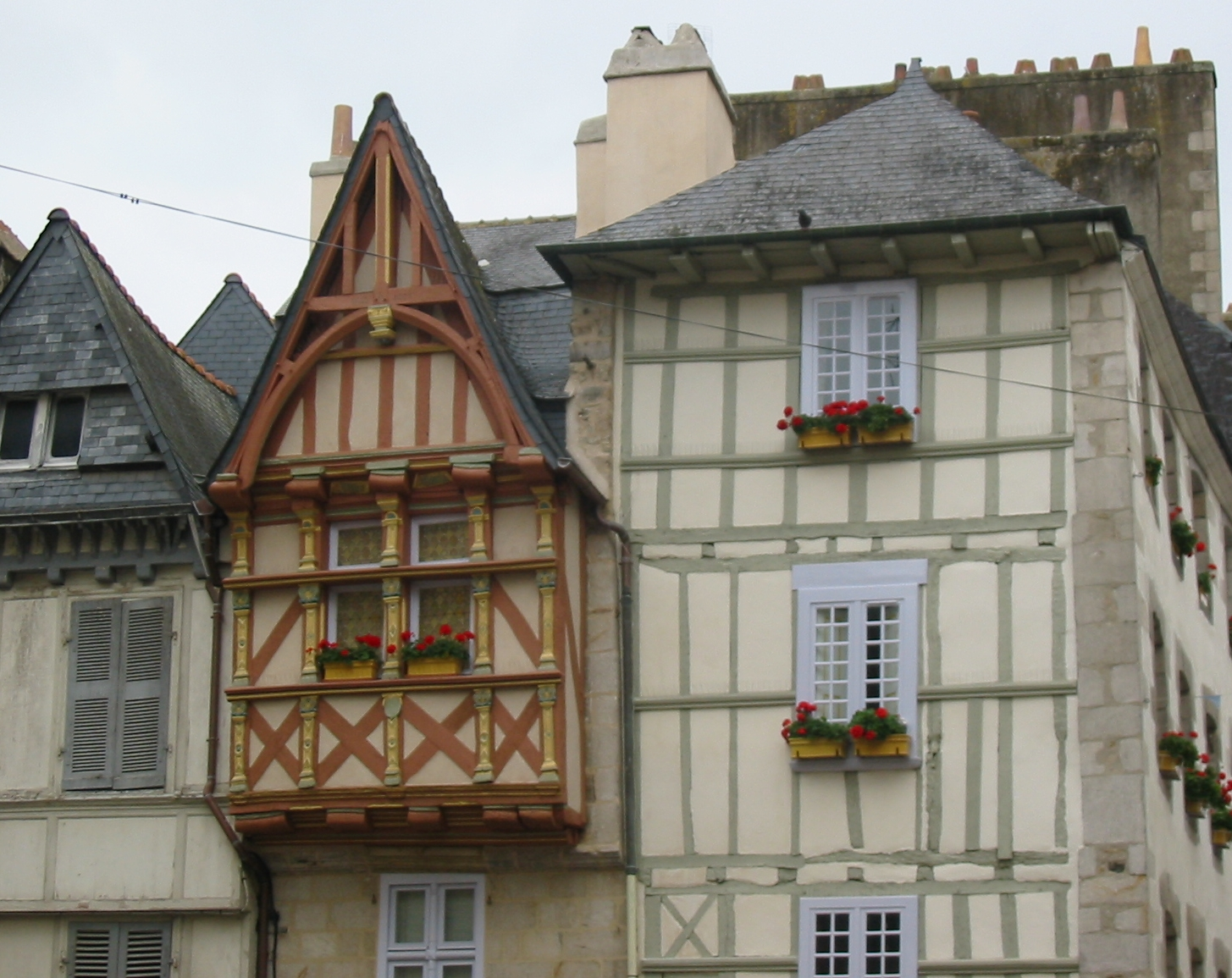
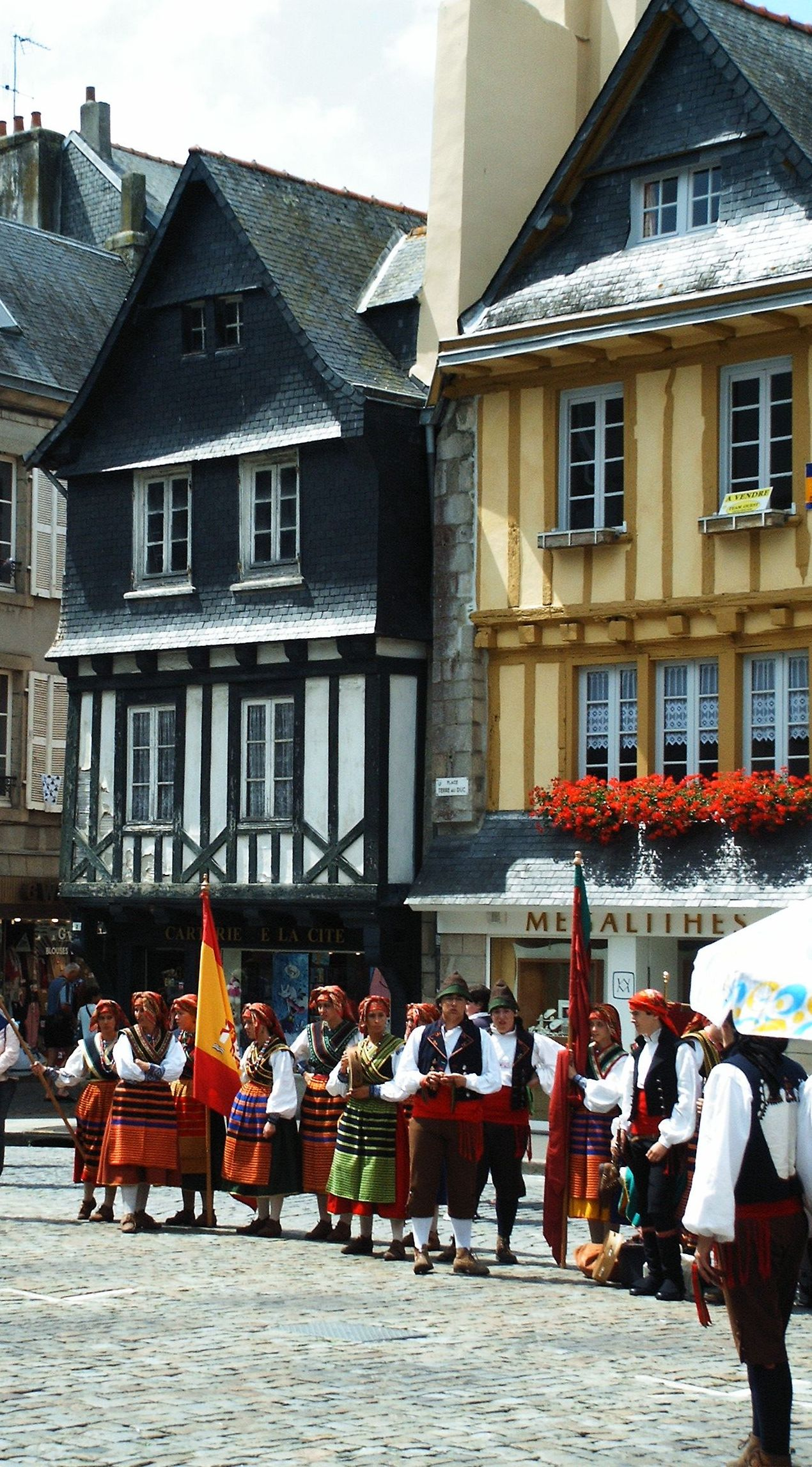
Традиційна народна архітектура міста
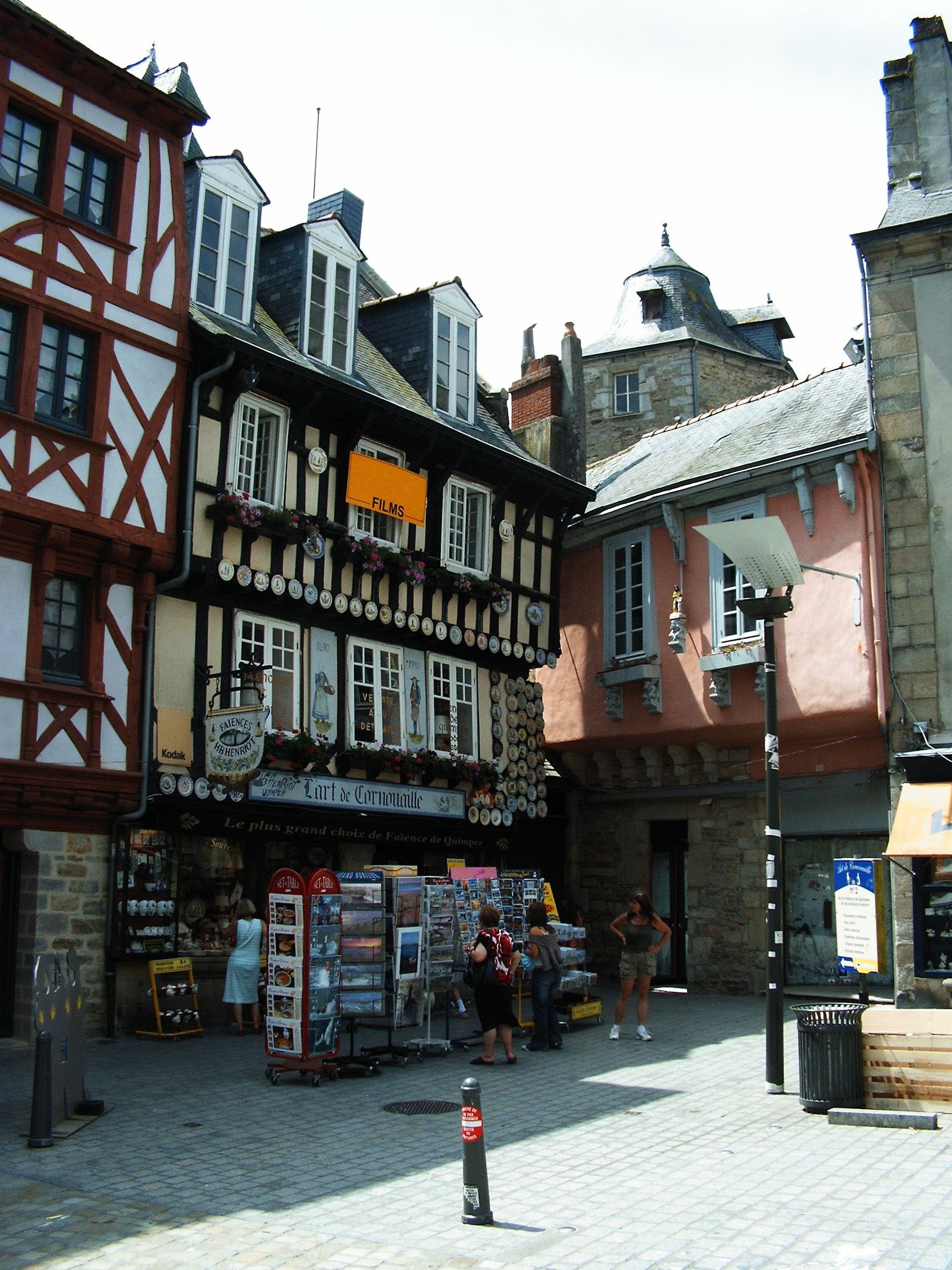
Традиційна народна архітектура міста